# Ochyrocera misspider
Ochyrocera misspider es una especie de araña araneomorfa del género Ochyrocera, familia Ochyroceratidae. Fue descrita científicamente por Brescovit, Cizauskas & Mota en 2018.

## Distribución geográfica
Habita en Brasil.